# Pollakisurie
Pollakisurie (Grieks: 'pollakis'; dikwijls) is een medische term, die inhoudt dat degene die eraan lijdt, vaker (maar niet per se meer) dan normaal moet plassen. Pollakisurie wordt frequent verward met polyurie, waarbij meer urine dan gebruikelijk wordt geproduceerd. Vaak wordt pollakisurie het eerst opgemerkt doordat de patiënt 's nachts meerdere malen moet plassen (nycturie). Ook gaat het nogal eens, maar niet noodzakelijkerwijs, samen met urine-incontinentie.

## Oorzaken
De meest voorkomende oorzaak van pollakisurie is een urineweginfectie of een interstitiële cystitis. Pollakisurie bij oudere mannen wordt meestal veroorzaakt door benigne prostaathyperplasie (BPH). Pollakisurie kan ook (tijdelijk) worden veroorzaakt of verergerd door medicijnen, met name diuretica.
Minder vaak voorkomende oorzaken zijn:
- alcoholisme
- psychische oorzaken
- blaaskanker en behandelingen hiervan, met name radiotherapie
- nierstenen
- diabetes mellitus
- zwangerschap
- neurologische oorzaken, zoals een CVA

Uiteraard kan er ook sprake zijn van een combinatie van oorzaken.

## Behandeling
De aard van de behandeling hangt af van de onderliggende oorzaak.